# ادونس پابلیکیشنز
ادونس پابلیکیشنز (انگلیسی: Advance Publications) شرکت انتشارات آمریکایی است، که در سال ۱۹۲۲ تأسیس شد.